# غاري جلان
غاري جلان (بالإنجليزية: Gary Glen)‏ (22 مارس 1990 في المملكة المتحدة - ) هو لاعب كرة قدم اسكتلندي في مركز الهجوم. شارك مع منتخب اسكتلندا تحت 16 سنة لكرة القدم ومنتخب اسكتلندا تحت 19 سنة لكرة القدم. أما مع النوادي، فقد لعب مع نادي روس كاونتي وهارت أوف ميدلوثيان ونادي ليفينغستون لكرة القدم.

## وصلات خارجية
- غاري جلان على موقع قاعدة بيانات كرة القدم.إي يو (الإنجليزية)
- غاري جلان على موقع Soccerway.com (الإنجليزية)